# Гайден, Фердинанд
Фердинанд Гайден (англ. Ferdinand Vandeveer Hayden; 7 сентября 1829 — 22 декабря 1887) — американский геолог и путешественник.

## Биография
Фердинанд Гайден родился 7 сентября 1829 года в Уэстфилде, в штате Массачусетс.
Врач по образованию, Гайден посвятил себя всецело геологическим и топографическим исследованиям области верхнего течения реки Миссури (1853—56), западных территорий Соединённых Штатов Америки, а также области Скалистых гор (1862, 1867 и 1873—78).
Во время междоусобной войны Гайден служил врачом при армии северян, с 1865 по 1872 год был профессором геологии Пенсильванского университета.
Скончался 22 декабря 1887 года в Филадельфии.